# Seljane
Seljane (cyr. Сељане) – wieś w Serbii, w okręgu zlatiborskim, w gminie Prijepolje. W 2011 roku liczyła 160 mieszkańców.